# Premyer Liqası 2022/23
Die Premyer Liqası 2022/23, nach einem Sponsorenabkommen offiziell Unibank Premyer Liqası genannt, war die 31. Spielzeit der höchsten aserbaidschanischen Spielklasse im Fußball der Männer seit deren Gründung im Jahr 1992. Sie begann am 5. August 2022 und endete am 28. Mai 2023.

## Modus
Die zehn Mannschaften spielten an insgesamt 36 Spieltagen jeweils viermal gegeneinander; zweimal zu Hause, zweimal auswärts. Der Meister nimmt an der Champions-League-Qualifikation teil, der Zweite, Dritte und der Pokalsieger an der Europa Conference League.

## Vereine
Neu dabei sind PFK Kəpəz und PFK Turan Tovuz. FK Keşlə wurde umbenannt in Şamaxı FK.
| Mannschaft      | Stadt    | Stadion                  | Kapazität | Vorjahr    |
| --------------- | -------- | ------------------------ | --------- | ---------- |
| Qarabağ Ağdam   | Baku     | Azərsun-Arena            | 05.800    | 1.         |
| Neftçi Baku     | Baku     | Tofiq-Bəhramov-Stadion   | 29.858    | 2.         |
| Zirə FK         | Baku     | Zirə Olimpia Komplex     | 01.300    | 3.         |
| FK Qəbələ       | Qəbələ   | Qəbələ şəhər stadionu    | 05.000    | 4.         |
| Sabah FK        | Baku     | Bank Respublika Arena    | 13.000    | 5.         |
| Sumqayıt PFK    | Sumqayıt | Mehdi-Hüseynzadə-Stadion | 16.000    | 6.         |
| Şamaxı FK       | Baku     | ASK Arena                | 08.152    | 7.         |
| Səbail FK       | Baku     | Bayil Arena              | 05.000    | 8.         |
| PFK Kəpəz       | Gəncə    | Gəncə-Stadtstadion       | 26.120    | Aufsteiger |
| PFK Turan Tovuz | Tovuz    | Tovuz City Stadion       | 10.000    | Aufsteiger |

## Abschlusstabelle
| Pl. | Verein                  | Sp. | S  | U  | N  | Tore    | Diff. | Punkte |
| --- | ----------------------- | --- | -- | -- | -- | ------- | ----- | ------ |
| 1.  | FK Qarabağ Ağdam (M, P) | 36  | 28 | 6  | 2  | 091:250 | +66   | 90     |
| 2.  | Sabah FK                | 36  | 25 | 6  | 5  | 075:240 | +51   | 81     |
| 3.  | Neftçi Baku PFK         | 36  | 20 | 8  | 8  | 063:380 | +25   | 68     |
| 4.  | FK Qəbələ               | 36  | 13 | 11 | 12 | 047:470 | ±0    | 50     |
| 5.  | Zirə FK                 | 36  | 13 | 11 | 12 | 045:460 | −1    | 50     |
| 6.  | PFK Turan Tovuz (N)     | 36  | 10 | 9  | 17 | 036:490 | −13   | 39     |
| 7.  | Sumqayıt PFK            | 36  | 8  | 7  | 21 | 026:700 | −44   | 31     |
| 8.  | PFK Kəpəz (N)           | 36  | 6  | 13 | 17 | 034:620 | −28   | 31     |
| 9.  | Səbail FK               | 36  | 7  | 8  | 21 | 032:620 | −30   | 29     |
| 10. | Şamaxı FK               | 36  | 4  | 13 | 19 | 026:520 | −26   | 25     |

Platzierungskriterien: 1. Punkte – 2. Direkter Vergleich (Punkte, Tordifferenz, geschossene Tore) – 3. Tordifferenz – 4. geschossene Tore

| (M) | amtierender aserbaidschanischer Meister     |
| (P) | amtierender aserbaidschanischer Pokalsieger |
| (N) | Neuaufsteiger aus der Birinci Divizionu     |

## Kreuztabelle
| Spieltag 1–18    | FK Qarabağ Ağdam | Sabah FK | Neftçi Baku PFK | FK Qəbələ | Zirə FK | PFK Turan Tovuz | Sumqayıt PFK | PFK Kəpəz | Səbail FK | Şamaxı FK |
| ---------------- | ---------------- | -------- | --------------- | --------- | ------- | --------------- | ------------ | --------- | --------- | --------- |
| FK Qarabağ Ağdam |                  | 4:3      | 3:1             | 1:0       | 0:0     | 3:0             | 3:1          | 3:1       | 3:1       | 4:0       |
| Sabah FK         | 0:0              |          | 2:1             | 2:1       | 1:0     | 3:1             | 3:0          | 5:0       | 0:0       | 1:1       |
| Neftçi Baku PFK  | 0:4              | 2:3      |                 | 2:0       | 2:1     | 0:0             | 3:0          | 5:2       | 3:1       | 3:0       |
| FK Qəbələ        | 0:1              | 0:2      | 1:2             |           | 1:0     | 0:0             | 1:0          | 1:1       | 2:1       | 3:1       |
| Zirə FK          | 1:7              | 1:3      | 0:3             | 2:1       |         | 2:1             | 0:0          | 2:2       | 1:0       | 1:0       |
| PFK Turan Tovuz  | 0:2              | 0:1      | 0:1             | 0:2       | 1:3     |                 | 1:0          | 2:0       | 2:2       | 1:3       |
| Sumqayıt PFK     | 0:2              | 0:6      | 2:2             | 1:1       | 0:2     | 0:0             |              | 0:0       | 2:0       | 1:1       |
| PFK Kəpəz        | 0:1              | 2:2      | 0:2             | 0:3       | 1:2     | 0:0             | 0:1          |           | 3:0       | 2:1       |
| Səbail FK        | 0:3              | 0:2      | 0:2             | 1:2       | 1:2     | 0:1             | 1:0          | 4:1       |           | 0:0       |
| Şamaxı FK        | 0:4              | 0:1      | 0:1             | 1:1       | 0:0     | 0:1             | 4:2          | 1:1       | 1:1       |           |

| Spieltag 19–36   | FK Qarabağ Ağdam | Sabah FK | Neftçi Baku PFK | FK Qäbälä | Zirə FK | PFK Turan Tovuz | Sumqayıt PFK | KƏP | Səbail FK | ŞAM |
| ---------------- | ---------------- | -------- | --------------- | --------- | ------- | --------------- | ------------ | --- | --------- | --- |
| FK Qarabağ Ağdam |                  | 1:1      | 1:1             | 3:0       | 2:2     | 3:0             | 1:2          | 3:1 | 3:0       | 3:1 |
| Sabah FK         | 2:1              |          | 2:0             | 3:2       | 0:0     | 0:2             | 4:0          | 2:0 | 4:0       | 1:0 |
| Neftçi Baku PFK  | 2:4              | 1:0      |                 | 1:2       | 1:0     | 4:0             | 2:0          | 2:2 | 3:0       | 1:1 |
| FK Qəbələ        | 1:3              | 0:3      | 0:0             |           | 2:1     | 1:2             | 2:1          | 1:1 | 4:2       | 2:0 |
| Zirə FK          | 0:1              | 0:2      | 1:1             | 2:2       |         | 1:3             | 3:1          | 1:1 | 3:1       | 2:2 |
| PFK Turan Tovuz  | 2:3              | 0:2      | 4:0             | 1:1       | 0:2     |                 | 2:3          | 2:0 | 2:2       | 1:1 |
| Sumqayıt PFK     | 0:6              | 0:4      | 0:4             | 2:3       | 0:3     | 2:1             |              | 1:2 | 1:3       | 1:0 |
| PFK Kəpəz        | 1:1              | 0:3      | 1:3             | 2:2       | 1:1     | 1:0             | 0:1          |     | 1:0       | 3:2 |
| Səbail FK        | 0:3              | 2:1      | 1:1             | 2:2       | 2:0     | 1:1             | 0:1          | 1:0 |           | 1:0 |
| Şamaxı FK        | 0:1              | 2:1      | 0:1             | 0:0       | 0:3     | 0:1             | 0:0          | 1:1 | 2:1       |     |

## Torschützenliste
| Pl. | Spieler             | Mannschaft      | Tore |
| --- | ------------------- | --------------- | ---- |
| 01. | Ramil Şeydayev      | Qarabağ Ağdam   | 22   |
| 02. | Musa Gurbanlı       | Qarabağ Ağdam   | 21   |
| 03. | Joy-Lance Mickels   | Sabah FK        | 17   |
| 03. | Emin Mahmudov       | Neftçi Baku PFK | 17   |
| 05. | Oleksij Kaschtschuk | Sabah FK        | 16   |
| 05. | Rooney Eva Wankewai | PFK Turan Tovuz | 16   |
| 07. | Abdullahi Shuaibu   | PFK Kəpəz       | 11   |
| 08. | Davit Volkovi       | Sabak FK        | 10   |
| 09. | Isnik Alimi         | Sabak FK        | 09   |